# Občina Ljutomer
Občina Ljutomer (slovinsky Občina Ljutomer, německy Gemeinde Luttenburg) je jednou z 212 občin ve Slovinsku. Nachází se v Pomurském regionu na území historického Dolního Štýrska. Občinu tvoří 44 sídel, její rozloha je 107,2 km² a k 1. lednu 2017 zde žilo 11 374 obyvatel. Správním střediskem občiny je město Ljutomer.

## Členění občiny
Občina se dělí na sídla:
- Babinci
- Bodislavci
- Branoslavci
- Bučkovci
- Cezanjevci
- Cuber
- Cven
- Desnjak
- Drakovci
- Globoka
- Godemarci
- Gresovščak
- Grlava
- Ilovci
- Jeruzalem
- Krapje
- Krištanci
- Kuršinci
- Ljutomer
- Mala Nedelja
- Mekotnjak
- Moravci v Slovenskih goricah
- Mota
- Noršinci pri Ljutomeru
- Nunska Graba
- Plešivica
- Podgradje
- Precetinci
- Presika
- Pristava
- Radomerje
- Radomerščak
- Radoslavci
- Rinčetova Graba
- Sitarovci
- Slamnjak
- Spodnji Kamenščak
- Stara Cesta
- Stročja vas
- Šalinci
- Vidanovci
- Vogričevci
- Zgornji Kamenščak
- Železne Dveri